# Tall Dżibbin
Tall Dżibbin (arab. تل جبين) – miasto w Syrii, w muhafazie Aleppo. W 2004 roku liczyło 2579 mieszkańców.